# Eischen
Eischen (lb. Äischen) – wieś w południowo-zachodnim Luksemburgu, siedziba administracyjna gminy Hobscheid, w kantonie Capellen. Do 3 października 2015 leżała w dystrykcie Luksemburg. Wieś zamieszkuje 2131 osób.